# 阿爾比恩鎮區 (阿肯色州懷特縣)
阿爾比恩鎮區（英語：Albion Township）是位於美國阿肯色州懷特縣的一個行政鎮區。

## 地方資料
阿爾比恩鎮區的面積為28.68平方千米，當中陸地面積為28.68平方千米，而水域面積為0.00平方千米。根據2010年美國人口普查的數據，當地共有人口297人，而人口密度為每平方千米10.36人。